# Cristian Altinier
Cristian Altinier (Mantova, 15 febbraio 1983) è un ex calciatore italiano, di ruolo attaccante.

## Caratteristiche tecniche
Punta di peso, possente fisicamente, assist man, talent scout, in grado di far salire la squadra. È abile nel gioco aereo.

## Carriera
Muove i suoi primi passi nel settore giovanile del Mantova. Esordisce in Serie B il 5 novembre 2005 contro il Brescia, subentrando al 94' al posto di Gabriele Graziani. Disputerà altre tre partite prima di essere ceduto in prestito con diritto di riscatto al Cittadella.
Il 7 gennaio 2008 passa in prestito al Verona in Serie C1. Il 25 agosto 2008 passa in prestito alla Sambonifacese, in Lega Pro Seconda Divisione. Termina la stagione segnando 18 reti in 31 presenze.
Il 1º luglio 2009 viene ceduto in compartecipazione al Portogruaro, con cui ottiene una storica promozione in Serie B. Mette poi a segno tre reti nel doppio confronto con il Novara, valevole per la Supercoppa di Lega di Prima Divisione.
Il 25 giugno 2010 le due squadre si accordano per il rinnovo della compartecipazione. Il giocatore diventa interamente granata in seguito al fallimento del Mantova legandosi alla società veneta fino al 2015. Nonostante la retrocessione al termine della stagione, disputa un'annata ad alti livelli, impreziosita da 13 reti.
Il 25 agosto 2011 passa al Benevento, in Lega Pro Prima Divisione, firmando un contratto valido per tre anni. L'esborso effettuato dalla società campana è stato di 800.000 euro. In ritardo di condizione, esordisce con i sanniti il 9 ottobre in Ternana-Benevento (2-0), subentrando nella ripresa al posto di Antonio Vacca. Mette a segno la sua prima rete in campionato il 31 ottobre contro il Taranto. Il 4 dicembre sigla una doppietta ai danni della SPAL. Termina l'annata con 26 presenze e 7 reti.
Messo ai margini a causa di un infortunio, il 31 gennaio 2013 torna in prestito al Portogruaro. Esordisce con i granata il 10 febbraio nella partita persa 2-0 contro il San Marino, subentrando al 30' della ripresa al posto di Orlando. Con i veneti mette a segno 4 reti, non sufficienti alla squadra per salvarsi.
Il 31 gennaio 2014 viene ceduto al Como. Esordisce con i lariani due giorni dopo in Como-Savona (4-2), subentrando a Defendi al 24' della ripresa. In scadenza di contratto, la società decide di non confermarlo a causa della regola dell'età media che vige in Lega Pro.
Il 30 agosto 2014 passa a parametro zero all'Ascoli, firmando un contratto annuale. Esordisce con i marchigiani il 7 settembre contro L'Aquila (vittoria per 2-1), subentrando all'86' al posto di Emanuele Berrettoni. Il 26 ottobre in Ascoli-Gubbio (2-2), segna la sua prima rete in bianconero. Partito inizialmente come riserva di Perez, con il passare delle giornate viene schierato con più continuità. Il 23 novembre mette a segno una doppietta nell'incontro vinto 0-3 contro il Pro Piacenza. Termina la stagione segnando 17 reti in 32 presenze.
Il 14 luglio 2015 si accorda per tre anni con il Padova, in Lega Pro. Il 1º agosto 2017 passa alla Reggiana, in uno scambio che porta l'attaccante Guidone a Padova. Il 2 agosto 2018 torna al Mantova a distanza di 10 anni, in Serie D. Nel 2020 contribuisce con 11 reti al ritorno dei virgiliani in Serie C.
Nel settembre 2020, rimasto svincolato dal club virgiliano, accetta l offerta del retrocesso Arzignano Valchiampo e firma per un anno in Serie D. A gennaio passa al Lentigione, club del comune di Brescello.
L'anno successivo scende di categoria  e si accasa al club parmesne del Colorno.
Nel luglio 2023, dopo essersi ritirato dall'attività agonistica, viene nominato direttore sportivo del Villafranca Veronese militante in Eccellenza.

## Statistiche

### Presenze e reti nei club
| Stagione           | Squadra            | Campionato         | Campionato | Campionato | Coppe nazionali | Coppe nazionali | Coppe nazionali | Coppe continentali | Coppe continentali | Coppe continentali | Altre coppe | Altre coppe | Altre coppe | Totale | Totale |
| Stagione           | Squadra            | Comp               | Pres       | Reti       | Comp            | Pres            | Reti            | Comp               | Pres               | Reti               | Comp        | Pres        | Reti        | Pres   | Reti   |
| ------------------ | ------------------ | ------------------ | ---------- | ---------- | --------------- | --------------- | --------------- | ------------------ | ------------------ | ------------------ | ----------- | ----------- | ----------- | ------ | ------ |
| 2001-2002          | Mantova            | C2                 | 16         | 2          | CI-C            | 0               | 0               | -                  | -                  | -                  | -           | -           | -           | 16     | 2      |
| 2002-2003          | Mantova            | C2                 | 12+1       | 1          | CI-C            | 0               | 0               | -                  | -                  | -                  | -           | -           | -           | 13     | 1      |
| 2003-2004          | Mantova            | C2                 | 12         | 2          | CI-C            | 2               | 0               | -                  | -                  | -                  | -           | -           | -           | 14     | 2      |
| 2004-2005          | Biellese           | C2                 | 27+2       | 13         | CI-C            | 3               | 0               | -                  | -                  | -                  | -           | -           | -           | 32     | 13     |
| 2005-gen. 2006     | Mantova            | B                  | 4          | 0          | CI              | 0               | 0               | -                  | -                  | -                  | -           | -           | -           | 4      | 0      |
| gen.-giu. 2006     | Cittadella         | C1                 | 11         | 4          | CI+CI-C         | 0+0             | 0               | -                  | -                  | -                  | -           | -           | -           | 11     | 4      |
| 2006-2007          | Mantova            | B                  | 10         | 2          | CI              | 0               | 0               | -                  | -                  | -                  | -           | -           | -           | 10     | 2      |
| 2007-gen. 2008     | Mantova            | B                  | 1          | 0          | CI              | 1               | 0               | -                  | -                  | -                  | -           | -           | -           | 2      | 0      |
| gen.-giu. 2008     | Verona             | C1                 | 10+2       | 0          | CI-C            | 0               | 0               | -                  | -                  | -                  | -           | -           | -           | 12     | 0      |
| 2008-2009          | Sambonifacese      | 2D                 | 31         | 18         | CI-LP           | 1               | 0               | -                  | -                  | -                  | -           | -           | -           | 32     | 18     |
| 2009-2010          | Portogruaro        | 1D                 | 30         | 14         | CI-LP           | 3               | 3               | -                  | -                  | -                  | SL-PD       | 2           | 3           | 35     | 20     |
| 2010-2011          | Portogruaro        | B                  | 36         | 13         | CI              | 2               | 1               | -                  | -                  | -                  | -           | -           | -           | 38     | 14     |
| 2011-2012          | Benevento          | 1D                 | 26         | 7          | CI+CI-LP        | 0+0             | 0               | -                  | -                  | -                  | -           | -           | -           | 26     | 7      |
| 2012-gen. 2013     | Benevento          | 1D                 | 10         | 6          | CI+CI-LP        | 1+1             | 0               | -                  | -                  | -                  | -           | -           | -           | 12     | 6      |
| gen.-giu. 2013     | Portogruaro        | 1D                 | 12+2       | 4          | CI+CI-LP        | -               | -               | -                  | -                  | -                  | -           | -           | -           | 14     | 4      |
| Totale Portogruaro | Totale Portogruaro | Totale Portogruaro | 78+2       | 31         |                 | 5               | 4               |                    | -                  | -                  |             | 2           | 3           | 87     | 38     |
| 2013-gen. 2014     | Benevento          | 1D                 | 11         | 3          | CI+CI-LP        | 0+2             | 1               | -                  | -                  | -                  | -           | -           | -           | 13     | 4      |
| Totale Benevento   | Totale Benevento   | Totale Benevento   | 47         | 17         |                 | 4               | 1               |                    | -                  | -                  |             | -           | -           | 51     | 18     |
| gen.-giu. 2014     | Como               | 1D                 | 10+1       | 3          | CI-LP           | -               | -               | -                  | -                  | -                  | -           | -           | -           | 11     | 3      |
| 2014-2015          | Ascoli             | LP                 | 32         | 17         | CI-LP           | 0               | 0               | -                  | -                  | -                  | -           | -           | -           | 32     | 17     |
| 2015-2016          | Padova             | LP                 | 32         | 16         | CI-LP           | 2               | 1               | -                  | -                  | -                  | -           | -           | -           | 34     | 17     |
| 2016-2017          | Padova             | LP                 | 37+1       | 14         | CI+CI-LP        | 0               | 0               | -                  | -                  | -                  | -           | -           | -           | 38     | 14     |
| Totale Padova      | Totale Padova      | Totale Padova      | 69+1       | 30         |                 | 2               | 1               |                    | -                  | -                  |             | -           | -           | 72     | 31     |
| 2017-2018          | Reggiana           | C                  | 33+5       | 11+2       | CI+CI-C         | 1+0             | 0               | -                  | -                  | -                  | -           | -           | -           | 39     | 13     |
| 2018-2019          | Mantova            | D                  | 26+2       | 12+2       | CI-D            | 3               | 1               | -                  | -                  | -                  | -           | -           | -           | 31     | 15     |
| 2019-2020          | Mantova            | D                  | 21         | 11         | CI-D            | 0               | 0               | -                  | -                  | -                  | -           | -           | -           | 21     | 11     |
| Totale Mantova     | Totale Mantova     | Totale Mantova     | 102+3      | 32         |                 | 3               | 1               |                    | -                  | -                  |             | -           | -           | 108    | 33     |
| 2020-gen.2021      | Arzignano          | D                  | 12         | 1          | -               | -               | -               | -                  | -                  | -                  | -           | -           | -           | 12     | 1      |
| gen.-giu. 2021     | Lentigione         | D                  | 11         | 2          | -               | -               | -               | -                  | -                  | -                  | -           | -           | -           | 11     | 2      |
| Totale carriera    | Totale carriera    | Totale carriera    | 489        | 180        |                 | 22              | 7               |                    | -                  | -                  |             | 2           | 3           | 513    | 190    |

## Palmarès

### Club

#### Competizioni nazionali
- Serie C2: 1

Mantova: 2003-2004 (Girone A)
- Lega Pro Prima Divisione: 1

Portogruaro: 2009-2010 (Girone B)
- Serie D: 1

Mantova: 2019-2020 (Girone D)

### Individuali
- Capocannoniere della Lega Pro Prima Divisione: 1

2009-2010 (Girone B, 14 gol)